# Per Åkerman
Per Larsson Åkerman, född 28 april 1826 i Västra Vingåker socken, död 15 november 1876 i Stockholm, var en svensk orgelbyggare. Åkerman var grundare av företaget Åkerman & Lund Orgelbyggeri.

## Biografi
Mellan 1844 och 1847 var Åkerman elev hos organisten och orgelbyggaren Johan Samuel Strand i Vingåker och 1847–1849 hos orgelbyggarna Blomqvist & Lindgren i Stockholm. Han studerade vid Teknologiska institutet i Stockholm med examen därifrån 1852. Då hade han redan två år tidigare avlagt orgelbyggarexamen vid Kungliga Musikaliska Akademien. Åren 1851–1854 var Åkerman anställd som verkmästare hos orgelbyggaren Gustaf Andersson i Stockholm. Genom ett statsstipendium kunde han 1854–1856 studera orgelbyggeri i Tyskland, Belgien och Frankrike. I i Paris lärde han känna Aristide Cavaillé-Coll och i Bryssel orgelbyggarfirman Merklin, Schütze & Cie. (Joseph Merklin och Friedrich Schütze). I sistnämnda företag var han även föreståndare 1856 där han ombesörjde stämningen av en orgel på 64 stämmor beställd för domkyrkan i Murcia i Spanien. Även vann han hederspris, en guldmedalj, för en uppsatt 30-stämmig orgel vid Paris-utställningen 1857.
Efter återkomsten till Sverige etablerade han med Erik Adolf Setterquist en firma i Strängnäs. Där byggde de perioden 1856–1860 bland andra en stor orgel till Strängnäs domkyrka. År 1860 grundade Åkerman sitt orgelbyggeri i Stockholm. Från 1866 med Carl Johan Lund som kompanjon, då firmanamnet ändrades till P. L. Åkerman & Lund Orgelbyggeri. Med Åkerman kom den kontinentala orgelstilen, sådan den lanserats i Belgien och Frankrike, till Sverige. Han var den förste orgelbyggaren i Sverige, som på allvar introducerade svällverket, det fristående spelbordet, barkermaskinen och systemet med magasins- och regulatorbälgar. Åkerman byggde över 100 orglar av varierande storlek till kyrkor, kapell, skolor och ordenslokaler över hela Sverige. Hans största och mest betydande arbete blev den ännu bevarade orgeln i Uppsala domkyrka (1870–1871). Välklingande mindre orglar finns bevarade bland annat i Svärta (1862), Gistad (1865), Hulterstad (1866), Katedralskolan i Uppsala (1866) och Hablingbo (1866). Av samtiden ansågs P. L. Åkerman vara Sveriges främste orgelbyggare genom tiderna.
Den 22 januari 1864 invaldes Åkerman som ledamot nr 387 av Kungliga Musikaliska Akademien.
Den av Åkerman grundade orgelbyggarfirman Åkerman & Lund Orgelbyggeri existerar fortfarande och är Sveriges äldsta orgelbyggeri. Fram till 1893 fanns verkstaden på Norrmalm i Stockholm, men detta år flyttade man till en stor nybyggd fabrikslokal i Sundbyberg. Numer har orgelfirman sitt säte i Knivsta.

## Orglar (urval)
| År      | Ursprunglig kyrka                 | Stift          | Bild                                                       | Manualer | Pedal        | Stämmor | Bevarad orgel/fasad     | Övrigt                                                              |
| ------- | --------------------------------- | -------------- | ---------------------------------------------------------- | -------- | ------------ | ------- | ----------------------- | ------------------------------------------------------------------- |
| 1852/53 | Kristine kyrka, Jönköping         | Växjö          |                                                            |          |              |         |                         | Tillsammans med G. Andersson.                                       |
| 1854    | Bergshammars kyrka                | Strängnäs      | Bergshammars_kyrka_-_KMB_-_16000200092819                  |          |              |         | Nej/Nej                 | Tillsammans med G. Andersson.                                       |
| 1857    | Östra Vingåkers kyrka             | Strängnäs      |                                                            | 2        | Självständig | 16      |                         | Tillsammans med G. Andersson.                                       |
| 1857    | Julita kyrka                      | Strängnäs      |                                                            |          |              |         |                         | Ombyggnad. Tillsammans med E. A. Setterquist.                       |
| 1857    | Vintrosa kyrka                    | Strängnäs      |                                                            |          |              |         |                         | Tillsammans med E. A. Setterquist. Invigd 1 november 1857.          |
| 1857    | Norra Ny kyrka                    | Karlstad       |                                                            |          |              |         |                         | Tillsammans med E. A. Setterquist.                                  |
| 1858    | Karlskoga kyrka                   | Karlstad       |                                                            |          |              | 24      |                         | Tillsammans med E. A. Setterquist. Invigd 18 juli 1858.             |
| 1858    | Övre Ulleruds kyrka               | Karlstad       | Övre_Ulleruds_kyrka_-_KMB_-_16000200149283                 |          |              | 12      |                         | Tillsammans med E. A. Setterquist.                                  |
| 1859    | Munktorps kyrka                   | Västerås       |                                                            | 2        | Självständig | 20      |                         | Tillsammans med E. A. Setterquist.                                  |
| 1859    | Helgarö kyrka                     | Strängnäs      |                                                            | 1        |              | 7       |                         | Tillsammans med E. A. Setterquist.                                  |
| 1858    | Strängnäs högre allmänna läroverk |                | Blacksta_kyrka_-_KMB_-_16000200093174                      |          |              | 5       |                         | Tillsammans med E. A. Setterquist. Såldes 1892 till Blacksta kyrka. |
| 1859/60 | Strängnäs domkyrka                | Strängnäs      |                                                            | 2        | Självständig | 37      |                         | Tillsammans med E. A. Setterquist.                                  |
| 1861    | Lilla Malma kyrka                 | Strängnäs      | Lilla_Malma_kyrka_-_KMB_-_16000200097231                   |          |              |         |                         |                                                                     |
| 1862    | Fliseryds kyrka                   | Växjö (Kalmar) | 09_Fliseryds_kyrka.Läktarorgeln                            |          |              | 10      | Nej/Ja                  |                                                                     |
| 1862    | Stora Kopparbergs kyrka           | Västerås       |                                                            | 2        | Självständig | 18      |                         |                                                                     |
| 1862    | Edsbro kyrka                      | Uppsala        |                                                            |          |              | 6       |                         |                                                                     |
| 1862    | Svärta kyrka                      | Strängnäs      |                                                            |          |              |         |                         |                                                                     |
| 1863    | Glava kyrka                       | Karlstad       |                                                            |          |              | 9       |                         |                                                                     |
| 1863    | Katarina kyrka                    | Stockholm      |                                                            |          |              | 25      |                         |                                                                     |
| 1863    | Österhaninge kyrka                | Stockholm      |                                                            |          |              | 8       |                         |                                                                     |
| 1863    | Grava kyrka                       | Karlstad       |                                                            |          |              |         |                         |                                                                     |
| 1863    | Stockholm Grubbens gärde          |                |                                                            |          |              |         |                         |                                                                     |
| 1864    | Västra Eds kyrka                  | Linköping      |                                                            | 2        | Självständig | 18      |                         |                                                                     |
| 1864    | Åsbo kyrka                        | Linköping      |                                                            |          |              | 8       |                         |                                                                     |
| 1864    | Stockholms norra arbetsinrättning |                |                                                            |          |              |         |                         |                                                                     |
| 1864    | Stockholms norra Manillaskola     |                |                                                            |          |              |         |                         |                                                                     |
| 1864    | Stockholm Kristienbergs kapell    |                |                                                            |          |              |         |                         |                                                                     |
| 1864    | Stockholms barnahuskyrka          |                |                                                            |          |              |         |                         |                                                                     |
| 1864    | Stockholms betlehemskyrka         |                |                                                            |          |              |         |                         |                                                                     |
| 1864    | Mariestads domkyrka               | Skara          |                                                            |          |              |         |                         |                                                                     |
| 1865    | Ekeby kyrka                       | Linköping      |                                                            | 2        | Självständig | 19      |                         |                                                                     |
| 1865    | Gistads kyrka                     | Linköping      |                                                            | 1        | Bihängd      | 10      |                         |                                                                     |
| 1865    | Vreta klosters kyrka              | Linköping      |                                                            | 1        | Bihängd      | 9       |                         |                                                                     |
| 1865    | Säfsnäs kyrka                     | Västerås       |                                                            |          |              |         |                         |                                                                     |
| 1865    | Lövångers kyrka                   | Luleå          | Lövångers_kyrka_(Sankta_Anna_kyrka)_-_KMB_-_16000200149775 |          |              |         |                         |                                                                     |
| 1866    | Lundby kyrka                      | Västerås       |                                                            |          |              |         |                         |                                                                     |
| 1866    | Jäders kyrka                      | Strängnäs      | Jäders_kyrka_3                                             |          |              | 12      | Nej/Ja                  |                                                                     |
| 1866    | Vånga kyrka                       | Linköping      |                                                            | 2        | Självständig | 16      | Förstörd av brand 1959. |                                                                     |
| 1866    | Ullervads kyrka                   | Skara          |                                                            |          |              |         |                         |                                                                     |
| 1866    | Hablingbo kyrka                   | Visby          | Órgano_da_igrexa_de_Hablingbo                              |          |              |         | Ja/Ja                   |                                                                     |
| 1866/68 | Hulterstads kyrka                 | Växjö (Kalmar) | Hulterstads_kyrka_010                                      | 1        | Bihängd      | 8       | Ja/Ja                   | Avprovades den 4 juni 1868.                                         |

Orgelverkstad från 1866 tillsammans med C. J. Lund, se vidare Åkerman & Lund Orgelbyggeri.